# Морозов Володимир Євгенович
Володимир Євгенович Морозов (рос. Владимир Евгеньевич Морозов) — російський фігурист, що спеціалізується в парному катанні, олімпійський медаліст, призер чемпіонатів світу та Європи, дворазовий чемпіон Європи та володар інших титулів. Підтримує путінський режим та війну Росії проти України. Проти нього введені персональні санкції Верховною Радою України.  
Срібну олімпійську медаль Морозов  здобув у складі збірної олімпійців з Росії в командних змаганнях на Пхьончханській олімпіаді 2018 року, де  виступав зі своєю партнеркою Євгенією Тарасовою з короткою програмою.
З Тарасовою Морозов катається з 2012 року, до того його партнерками були Ірина Мойсеєва та Катерина Круцьких. 

## Громадянська позиція
Брав участь в пропагандистському путінському концерті на честь восьмої річниці анексії Криму та на підтримку війни в Україні. Надягав куртку з літерою Z.
Проти нього введені персональні санкції Верховною Радою України.

## Зовнішні посилання
- Картка пари Тарасова/Морозов на сайті Міжнародного союзу ковзанярів [Архівовано 20 травня 2017 у Wayback Machine.]